# Pagode Trấn Quốc
Pour les articles homonymes, voir Tran (homonyme).
La pagode Trấn Quốc (国寺鎭) est la plus ancienne pagode de Hanoï. Située sur une petite presqu'île du lac de l'Ouest (Hồ Tây), elle a été construite au VIe siècle, sous le règne de Lý Nam Đế, puis reconstruite en partie au XVIIe siècle.  
Elle est considérée comme le centre du bouddhisme durant les siècles de Thang Long (ancien nom de Hanoï) sous la dynastie Lý et la dynastie Trần. Ce lieu est sacré par des croyants bouddhistes, des visiteurs vietnamiens et des étrangers.

## Histoire
Sous le règne de l'empereur Lý Nam Đế (544-548), la pagode construite à l'origine sur les rives du fleuve Rouge, proche du village de Hoa, se trouve actuellement entre le quartier de Yen Phu, et le quartier de Tran Vu district de Tay Ho aujourd'hui. Le temple nommé successivement Khai Quoc ("Fondation du Royaume"), puis Thai Tong au XVe siècle, a été rebaptisé Tran Quoc ("Défense du Royaume") au XVIIe siècle par l'empereur Lê Hy Tông. En 1615, les rives du fleuve Rouge, instables, présentant un danger pour le temple et les pèlerins, le gouvernement prend la décision de déplacer le temple tout entier sur l’île Kim Ngu, près de la rive est du lac de l'Ouest. On s'y rend par une passerelle en bois se trouvant entre le lac de l'Ouest et le lac Trúc Bạch, accès achevé en 1620.
La pagode a été reconstruite et agrandie sous le règne de Lê Hy Tông en 1639. La signature gravée Nguyen Xuan Chinh en 1639 confirme la restauration à cette date.

## Architecture
La pagode Trấn Quốc est rattachée à la route-digue Thanh Nien, située sur le plus grand lac d'eau douce de Hanoï. En 1815, le docteur Pham Quy relate par écrit la restructuration du temple en ruine, travaux commencés en 1813 et terminés en 1815. Derrière la pagode se trouvent plusieurs tours relatant la vie des quartiers de Vĩnh Hựu et de Cảnh Hưng (XVIIIe siècle). Le site comporte un grand stupa haut de 15 mètres, composé de 11 étages, érigé à la mémoire du grand dignitaire bouddhiste. Chaque étage à porte cintrée renferme une statue du Bouddha Amitabha (Nam Mo A-di-đà Phat en vietnamien). Un grand jardin est aménagé sur le site.
A l’extérieur, on trouve une stèle datant de 1639 relatant l’histoire de la pagode, ainsi qu'un figuier originaire d’Inde, le berceau du bouddhisme. C’est sous le feuillage d’un tel arbre que Bouddha a atteint le Bodhi, l’Éveil ou connaissance suprême.
Le temple a été reconnu en 1989 monument historique de la culture nationale vietnamienne.

## Visiteurs
- Sous le règne du roi Ly Nhan Tong, la reine Ỷ Lan s'est rendue à plusieurs reprises au temple accompagnée de moines.
- En 1639 Trịnh Tráng de la dynastie Chúa Trịnh, rénove le temple, et le transforme en un lieu de culte.
- En 1821, le roi Minh Mang visite et donne 20 onces d'argent pour réparer le temple.
- En 1842, l'empereur Thieu Tri visite le temple, et donne une pièce d'or et 200 pièces d'argent pour le temple[4].
- 24 mars 1959, le président indien Rajendra Prasad Mesurer visite le temple et plante les arbres se trouvant devant la cour Tam.
- 28 novembre 2008, la présidente de l'Inde Pratibha Patil y brûle de l'encens[5].
- 31 octobre 2010, le président russe Dmitri Medvedev visite Hanoï et la pagode[6].

## Galerie

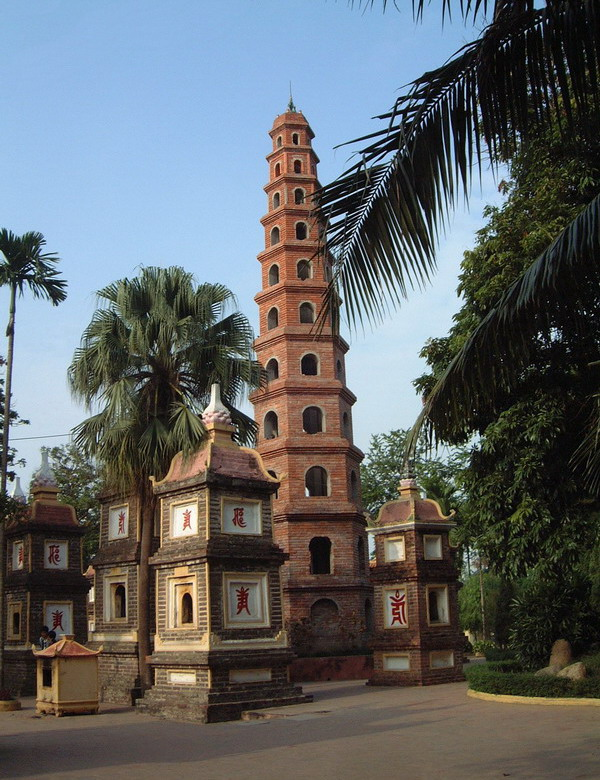
Vue sur le stupa
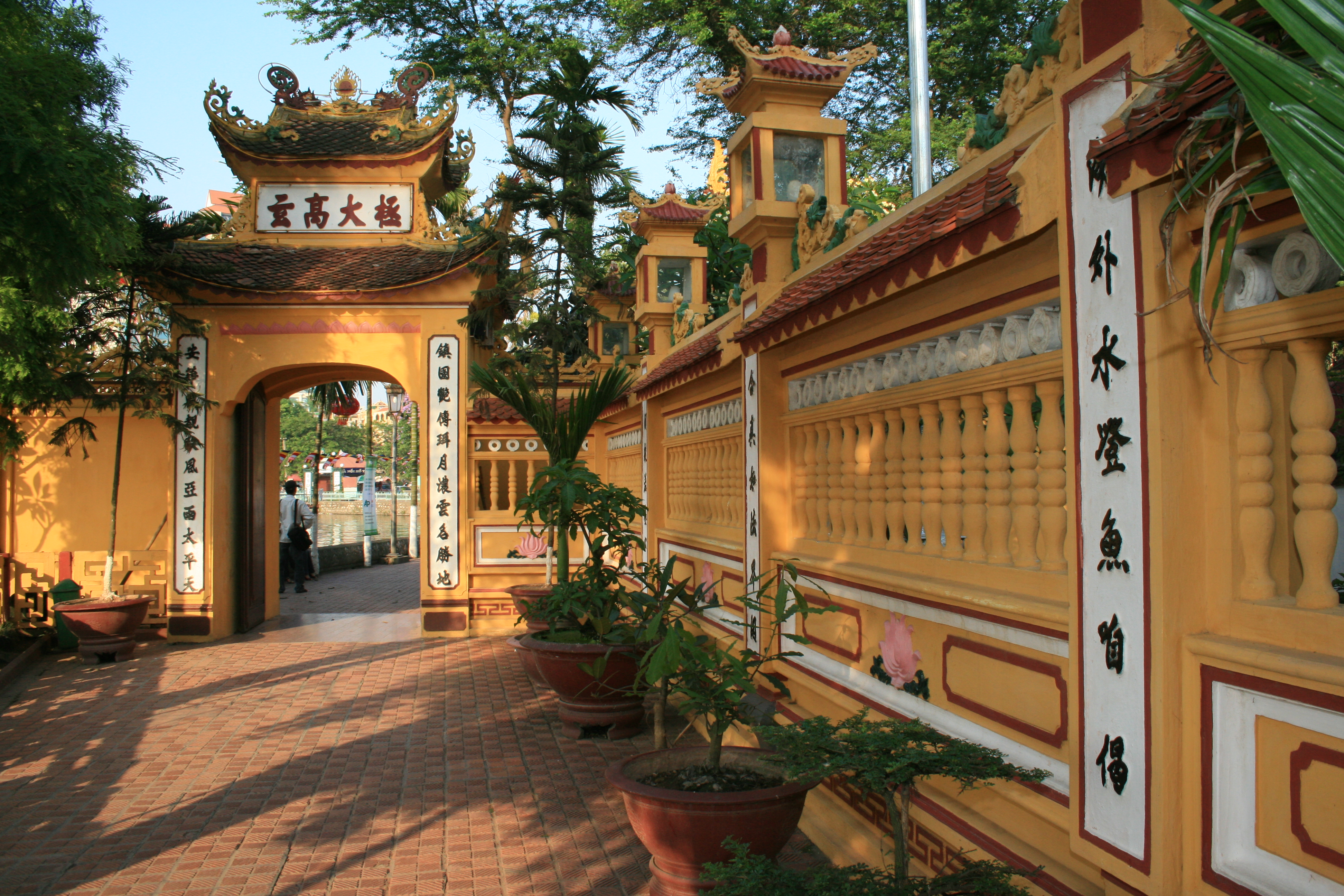
Vue de l'allée d'entrée
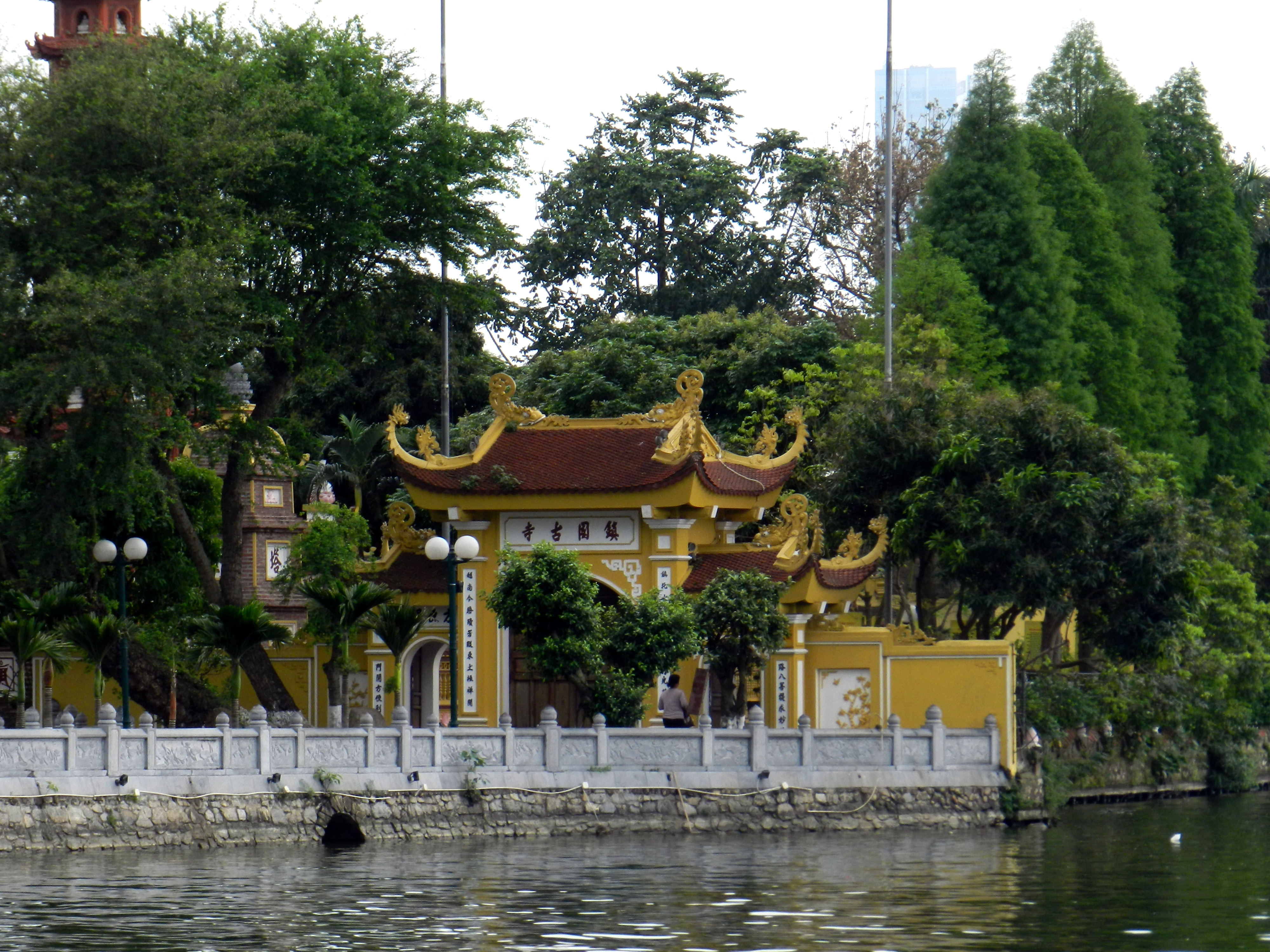
Entrée de la pagode
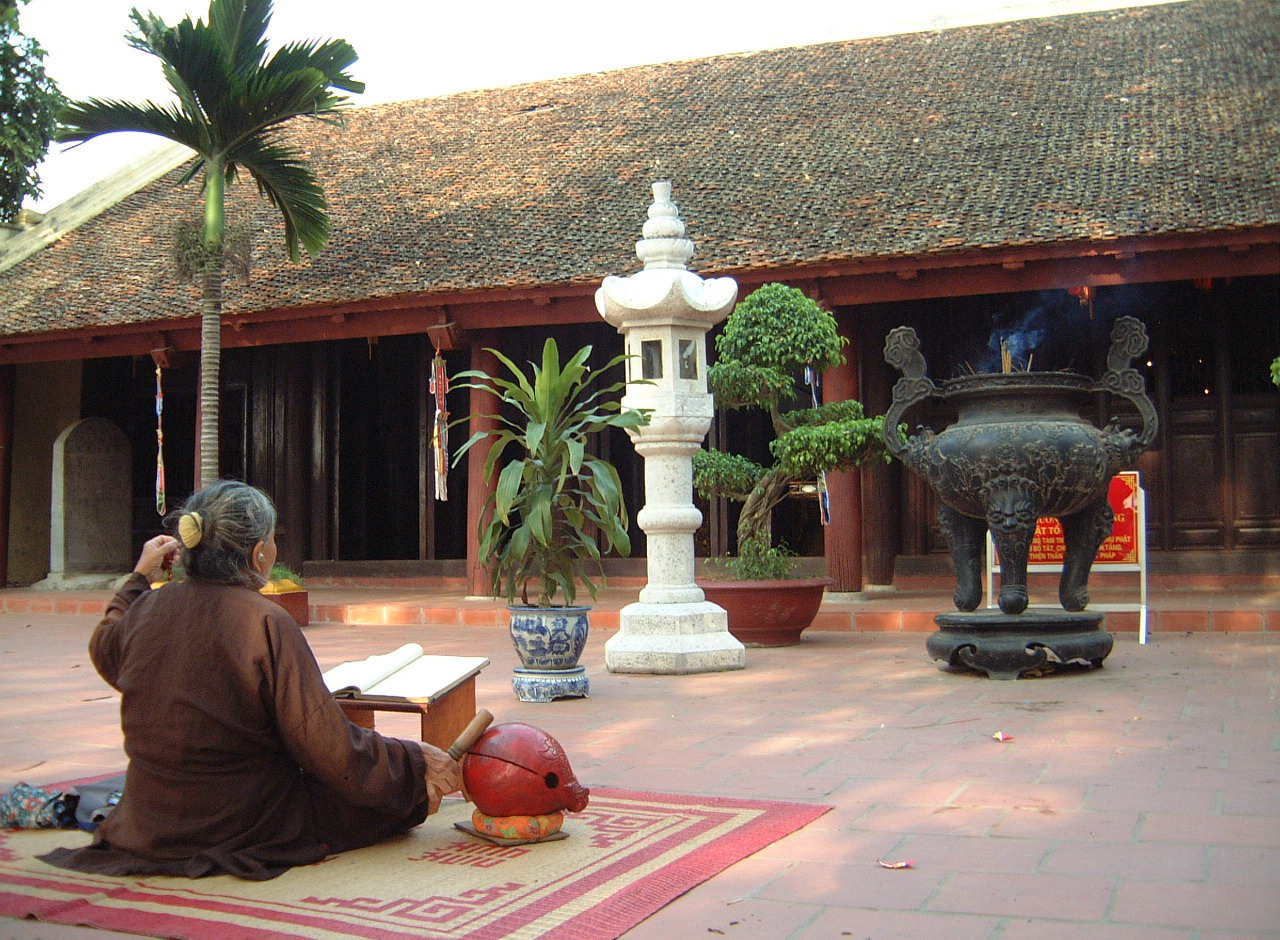
Moment de recueillement à l'arrière de la pagode